# محمد دانش‌پژوه
محمد دانش‌پژوه (۱۳۰۷ در آمل - تیر ۱۳۹۷ در تهران) پزشک ایرانی و متخصص قلب بود. 
دانش‌پژوه برای نگارش کتاب تب روماتیسمی و بیماری‌های دریچه‌ای قلب برگزیدهٔ هشتمین دورهٔ کتاب سال ایران شد. او فرزند محمدتقی دانش‌پژوه است. وی بعد از گذراندن دوره ابتدايی دیپلم خود را از دبیرستان ایرانشهر تهران گرفت و وارد دانشگاه تهران شد و از دانشكده پزشكی در رشته طب دكترا گرفت و سپس جهت ادامه تحصيل عازم كشور فرانسه شد. ایشان دوره خدمت سربازی را در سنندج کردستان به طبابت پرداخت و مدتی هم در شهر آمل به درمان همشهریانش مشغول شد و سپس جهت ادامه تحصیل عازم کشور فرانسه شد و از دانشگاه پاريس در رشته بیماری‌های قلب و عروق تخصص گرفت. 